# Luigi Gontrano di Nassau-Katzenelnbogen
Luigi Gontrano di Nassau (Dillenburg, 15 febbraio 1575 – Sluis, 12 settembre 1604) è stato un nobile e generale olandese.
Luigi Gontrano era il tredicesimo e ultimo figlio di Giovanni VI di Nassau e della sua prima moglie Elisabetta di Leuchtenberg (1537 – 1579).
Studiò in Svizzera e successivamente, come molti dei suoi fratelli, si arruolò nell'esercito olandese, combattendo nella Guerra degli ottant'anni. Militò sotto il comando di suo fratello Guglielmo Luigi e di suo cugino Maurizio. Nel 1596 partecipò come volontario alla presa di Cadice. Promosso generale di cavalleria dal cugino nel 1600, si distinse nella battaglia di Nieuwpoort e tentò la presa di Wachtendonk. Nel 1602 guidò un'offensiva in Lussemburgo e nel 1604 prese parte all'assedio di Sluis, dove morì di febbre.
Luigi Gontrano sposò il 7 giugno 1601 la contessa Anna Margherita (10 agosto 1575 – 4 marzo 1606), figlia del conte Giovanni Gherardo di Manderscheid-Gerolstein e vedova del politico e diplomatico tedesco Wirich VI, conte di Daun-Falkenstein. Dal matrimonio non nacquero figli.

## Ascendenza
|                                         |   |                                    | Genitori                   |  |  | Nonni |  |  | Bisnonni                         |  |  | Trisnonni |  |
|                                         |   |                                    |                            |  |  |       |  |  | Guglielmo V di Nassau-Dillenburg |  |  | …         |  |
|                                         |   |                                    |                            |  |  |       |  |  | Guglielmo V di Nassau-Dillenburg |  |  | …         |  |
|                                         |   | …                                  |                            |  |  |       |  |  | Guglielmo V di Nassau-Dillenburg |  |  |           |  |
| Guglielmo I di Nassau-Dillenburg        |   |                                    |                            |  |  |       |  |  | Guglielmo V di Nassau-Dillenburg |  |  |           |  |
|                                         |   | Elisabetta d'Assia-Marburg         | Enrico III d'Assia-Marburg |  |  |       |  |  |                                  |  |  |           |  |
|                                         |   | Elisabetta d'Assia-Marburg         | Enrico III d'Assia-Marburg |  |  |       |  |  |                                  |  |  |           |  |
|                                         |   | Elisabetta d'Assia-Marburg         | Anna di Katzenelnbogen     |  |  |       |  |  |                                  |  |  |           |  |
| Giovanni VI di Nassau-Dillenburg        |   | Elisabetta d'Assia-Marburg         |                            |  |  |       |  |  |                                  |  |  |           |  |
|                                         |   | Botho VIII di Stolberg-Wernigerode | …                          |  |  |       |  |  |                                  |  |  |           |  |
|                                         |   | Botho VIII di Stolberg-Wernigerode | …                          |  |  |       |  |  |                                  |  |  |           |  |
|                                         |   | Botho VIII di Stolberg-Wernigerode | …                          |  |  |       |  |  |                                  |  |  |           |  |
| Giuliana di Stolberg-Wernigerode        |   | Botho VIII di Stolberg-Wernigerode |                            |  |  |       |  |  |                                  |  |  |           |  |
|                                         |   | Anna di Eppstein-Königstein        | …                          |  |  |       |  |  |                                  |  |  |           |  |
|                                         |   | Anna di Eppstein-Königstein        | …                          |  |  |       |  |  |                                  |  |  |           |  |
|                                         |   | Anna di Eppstein-Königstein        | …                          |  |  |       |  |  |                                  |  |  |           |  |
| Luigi Gontrano di Nassau-Katzenelnbogen |   | Anna di Eppstein-Königstein        |                            |  |  |       |  |  |                                  |  |  |           |  |
|                                         | … | …                                  |                            |  |  |       |  |  |                                  |  |  |           |  |
|                                         | … | …                                  |                            |  |  |       |  |  |                                  |  |  |           |  |
|                                         | … | …                                  |                            |  |  |       |  |  |                                  |  |  |           |  |
| …                                       | … |                                    |                            |  |  |       |  |  |                                  |  |  |           |  |
|                                         |   | …                                  | …                          |  |  |       |  |  |                                  |  |  |           |  |
|                                         |   | …                                  | …                          |  |  |       |  |  |                                  |  |  |           |  |
|                                         |   | …                                  | …                          |  |  |       |  |  |                                  |  |  |           |  |
| Elisabetta di Leuchtenberg              |   | …                                  |                            |  |  |       |  |  |                                  |  |  |           |  |
|                                         |   | …                                  | …                          |  |  |       |  |  |                                  |  |  |           |  |
|                                         |   | …                                  | …                          |  |  |       |  |  |                                  |  |  |           |  |
|                                         |   | …                                  | …                          |  |  |       |  |  |                                  |  |  |           |  |
| …                                       |   | …                                  |                            |  |  |       |  |  |                                  |  |  |           |  |
|                                         |   | …                                  | …                          |  |  |       |  |  |                                  |  |  |           |  |
|                                         |   | …                                  | …                          |  |  |       |  |  |                                  |  |  |           |  |
|                                         |   | …                                  | …                          |  |  |       |  |  |                                  |  |  |           |  |
|                                         |   | …                                  |                            |  |  |       |  |  |                                  |  |  |           |  |